# 紀元前120年代
紀元前120年代（きげんぜんひゃくにじゅうねんだい）は、西暦による紀元前129年から紀元前120年までの10年間を指す十年紀。

## できごと

### 紀元前129年
- ペルガモン王国がローマ帝国の州になった[1]。
  - セレウコス朝が崩壊した。

### 紀元前128年
- 韓国中北部が中国の支配から抜けた[1]。

### 紀元前127年
- 紀元前127年頃 - ヒッパルコスがおおいぬ座η星の観測を行った[1]。

### 紀元前123年
- 紀元前123年 - カルタゴが再建された[2]。
  - ガイウス・グラックスがローマ帝国の護民官に選ばれた[2]。
  - ミトラダテス2世がパルティアの王になった[1]。

## 死去
- 紀元前129年
  - スキピオ・アエミリアヌス、ローマの軍人、政治家（* 紀元前185年）
  - アンティオコス7世、シリアの王
- 紀元前127年 - フラーテス2世、パルティア王
- 紀元前124年 - アルタバヌス1世、パルティア王
- 紀元前123年 - ガイウス・グラックス、ローマの護民官